# Ritz Development Company

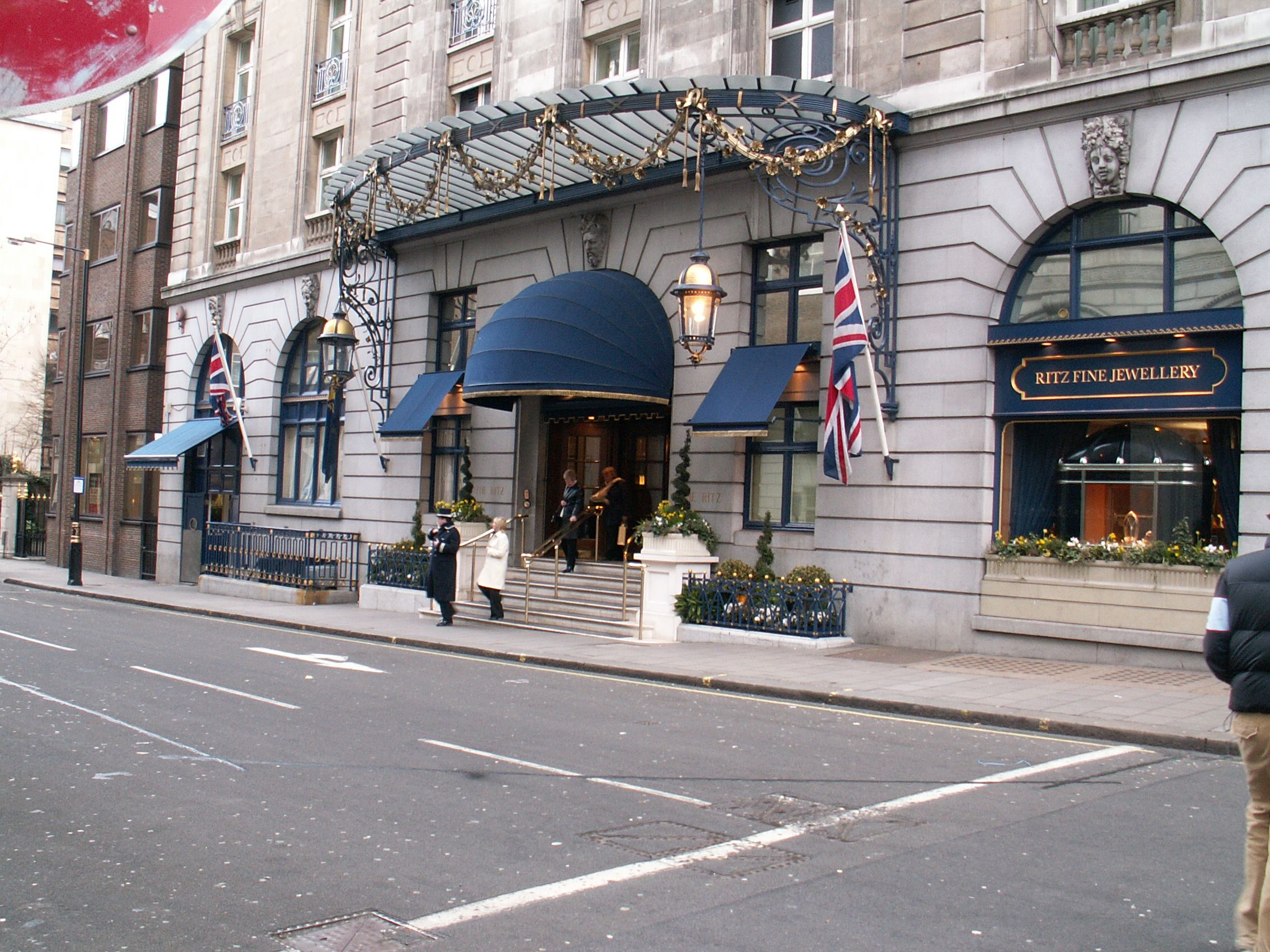
Ritz Hotel de Londres

Ritz Development Company és una empresa hotelera fundada pel suís César Ritz el 1896. Es considera com el naixement de l'hostaleria clàssica. Va formar una cadena d'hotels arreu del món —dels quals el primer va ser l'establiment de la Place Vendôme a París, el 1889—, basats en premisses de luxe, qualitat, atenció personalitzada dels hostes, jerarquització del personal de servei i foment de la gastronomia. Al pas del segle va ser la primera cadena a instal·lar banys privats a cada cambra a una època quan tot i hotels de luxe només en tenien un per pis.
Va ser dirigida pel seu fundador fins al 1902, quan per raons de salut va deixar la direcció a la seva esposa Marie-Louise Ritz i el seu fill. Al cap dels anys, la cadena hotelera va anar dissolent-se i, en l'actualitat, la marca Ritz que apareix en nombrosos establiments per tot el món és compartida per diverses empreses, entre les quals destaca la seva principal hereva, el grup Ritz-Carlton.

## Hotels Ritz al món
- Hotel Ritz de París.
- Grand Hotel Ritz de Roma.
- Ritz Hotel de Londres.
- Hotel Ritz de Madrid.
- Hotel Ritz-Carlton de Boston.
- Hotel Ritz de Lisboa.
- Hotel Ritz de Johannesburg.
- Hotel Ritz del Caire.
- Hotel Ritz-Carlton de Berlín.
- Hotel Ritz-Carlton de Nova York.
- Ritz Apart Hotel de La Paz
- Hotel Ritz-Carlton de Santiago de Xile.
- Hotel Abama de Tenerife
- Hotel Ritz-Carlton San Juan, Puerto Rico
- Hotel Ritz-Carlton Montreal, Canada
- Hotel Ritz-Carlton Moscou, Rússia